# Дире Дава
Дире Дава (на амхарски: ድሬ ዳዋ) е един от градовете със статут на регион в Етиопия. (Другият град с такъв статут е столицата на Етиопия Адис Абеба.)
Намира се в източната част на страната, на около 350 км от Адис Абеба. Покрива площ от 1213 km², а населението му е над 400 000 души. Разположен е на брега на река Дечату.
Градът е втори по големина в страната. Населението му е 277 000 души (по преценка за 2015 г.). и е съставено главно от африкански народи – оромо (48%), амхарци (27,7%), сомалийци (13,9 %) и др.